# 国民的行事 (曲)
「国民的行事」（こくみんてきぎょうじ）は、日本のヒップホップMC、KREVAのメジャー6thシングル。

## 概要
- パッケージは黒盤、白盤の2種類がある（収録内容は同じ）。
- モーツァルトの「アイネ・クライネ・ナハトムジーク」をサンプリングしている。キーは原曲（モーツァルトの調）より長3度上のロ長調で書かれている。
- トラックはEVISBEATSによる。KICK THE CAN CREW時代も含めて、初めて自身の作成でないトラックでKREVA名義の曲を発表している曲であった。EVISBEATSからKREVAがもらった30曲ほどのデモテープのCDにこのトラックが入っていたことが制作のきっかけである[1]。
- タイトルの「国民的行事」には、自身が目標やゴールに向かっていく中で、自分のやっていくことが国民的な行事になってほしいという想いが込められている[1]。
- 歌詞に出てくる"やるぞ"のフレーズを考えたのはCUEZEROである[2]。
- PVは須永秀明が監督を務め、白い燕尾服のスーツのKREVAの他、ラーメンズの小林賢太郎が出演した。SPACE SHOWER MVA 06 では“BEST MALE VIDEO”を受賞した[3]。
- トリノオリンピックでスノーボードハーフパイプ競技の代表成田童夢が予選のBGMに使用した。KREVAの友人でもある成田はタイトルや前述のヨーロッパでも知られるモーツァルトの曲のサンプリングであることからこの曲を選んだ。

## 収録曲
1. 国民的行事
2. Practice Session feat.SONOMI
3. 国民的行事（Instrumental）
4. Practice Session feat.SONOMI（Instrumental）

## タイアップ
- 日本テレビ系「音楽戦士 MUSIC FIGHTER」2005年12月度オープニングテーマ

## 収録アルバム
- 愛・自分博（#1）
- クレバのベスト盤（#1）